# 자유이집트인당
자유이집트인당(아랍어: مجلس النواب, 영어: Free Egyptians Party)는 이집트의 정당이다.
2015년 선거에서 원내 제1당이 되었다.

## 역대 선거 결과

### 총선
| 년도 | 의석 수  | 득표수    | 득표율        |
| ---- | -------- | --------- | ------------- |
| 2015 | 65 / 245 | 1,009,083 | 알려지지 않음 |